# رميثة البوسعيدي
رُميثة البوسعيدي هي ناشطة عمانية في مجال تغير المناخ، حقوق المرأة، مقدمة إذاعية، عالمية بحرية، رائدة أعمال، ولاعبة كرة قدم. تعتبر أول محللة كرة قدم نسائية في العالم العربي وأيضًا أصبحت أصغر امرأة عمانية تعبر القطب الجنوبي. كما يُنظر إليها على نطاق واسع كأحد الشخصيات الإذاعية البارزة في عمان.

## المسيرة المهنية
حصلت رُميثة على دبلوم من جامعة ديلاوير عام 2005. وحصلت على درجة الماجستير من جامعة السلطان قابوس في عام 2014. كما تلقت تعليمًا عالٍ في جامعة أوترخت. حصلت على درجة الماجستير في الإدارة العامة من كلية كينيدي بجامعة هارفارد. تحمل رُميثة درجات ماجستير في مجالات العلوم البيئية والاستزراع المائي. سُميت أيضًا بـ "زميلة في الألفية" لعام 2019 بواسطة المجلس الأطلسي.
شغلت منصب نائب رئيس لجنة تصنيع المواد الغذائية في البرنامج الوطني العماني لتعزيز التنوع الاقتصادي. كما عملت كمستشارة لحكومة عمان. وتعمل أيضًا كمديرة للمشاريع والشؤون البيئية وتنمية مصايد الأسماك في عمان.
أسست رُميثة منصة WomeX، وهي منصة لتعليم مهارات التفاوض للنساء العربيات لتدريب رائدات الأعمال الناشئات في المنطقة العربية. كما تدافع عن حقوق المرأة وقيادة الشباب البيئية. عملت رُميثة أيضًا كمقدمة إذاعية لعدة سنوات في عمان، وهي معروفة كأول مقدمة إذاعية محلية باللغة الإنجليزية في محطة إذاعية خاصة عمانية. كما لعبت كرة القدم، مثلت المنتخب العماني النسائي، لفترة قصيرة قبل إيقاف الفريق من طرف الفيفا في عام 2007.
كانت جزءًا من مجتمع شابّات المنتدى الاقتصادي العالمي من عام 2013 إلى 2020. في عام 2017، سُميت بـ "سفيرة السلام" من طرف المفوضية الأوروبية. بالإضافة إلى ذلك، عُيِّنت سفيرةً لتحدي 22 لكأس العالم 2022. عُيِّنت أيضًا سفيرةً لمعهد الاقتصاد والسلام (IEP).
رفعت رُميثة صوتها واهتماماتها بشأن تغير المناخ العالمي في أجندة دافوس لمنتدى الاقتصاد العالمي. كانت واحدة من النشطاء الذين شاركوا في TED Countdown الرقمي في أبريل 2021 كجزء من حدث "يوم الأرض المباشر".

## الجوائز
في نوفمبر 2023، تم إدراج رُميثة البوسعيدي في قائمة بي بي سي 100 امرأة لعام 2023.